# Sansais
Sansais és un municipi francès situat al departament de Deux-Sèvres i a la regió de la Nova Aquitània. L'any 2007 tenia 703 habitants.

## Demografia

### Població
El 2007 la població de fet de Sansais era de 703 persones. Hi havia 287 famílies de les quals 70 eren unipersonals (22 homes vivint sols i 48 dones vivint soles), 96 parelles sense fills, 114 parelles amb fills i 7 famílies monoparentals amb fills.
La població ha evolucionat segons el següent gràfic:
Habitants censats

### Habitatges
El 2007 hi havia 340 habitatges, 287 eren l'habitatge principal de la família, 28 eren segones residències i 25 estaven desocupats. 331 eren cases i 3 eren apartaments. Dels 287 habitatges principals, 252 estaven ocupats pels seus propietaris, 32 estaven llogats i ocupats pels llogaters i 3 estaven cedits a títol gratuït; 1 tenia una cambra, 6 en tenien dues, 30 en tenien tres, 64 en tenien quatre i 185 en tenien cinc o més. 230 habitatges disposaven pel capbaix d'una plaça de pàrquing. A 100 habitatges hi havia un automòbil i a 174 n'hi havia dos o més.

### Piràmide de població
La piràmide de població per edats i sexe el 2009 era:
| Homes | Edats   | Dones |
| ----- | ------- | ----- |
| 0     | 95 o +  | 0     |
| 4     | 90 a 94 | 0     |
| 4     | 85 a 89 | 8     |
| 0     | 80 a 84 | 0     |
| 16    | 75 a 79 | 8     |
| 12    | 70 a 74 | 28    |
| 12    | 65 a 69 | 12    |
| 24    | 60 a 64 | 4     |
| 4     | 55 a 59 | 12    |
| 32    | 50 a 54 | 28    |
| 52    | 45 a 49 | 32    |
| 24    | 40 a 44 | 28    |
| 44    | 35 a 39 | 32    |
| 8     | 30 a 34 | 8     |
| 12    | 25 a 29 | 24    |
| 28    | 20 a 24 | 12    |
| 28    | 15 a 19 | 4     |
| 12    | 10 a 14 | 20    |
| 20    | 5 a 9   | 16    |
| 20    | 0 a 4   | 16    |

## Economia
El 2007 la població en edat de treballar era de 474 persones, 374 eren actives i 100 eren inactives. De les 374 persones actives 345 estaven ocupades (187 homes i 158 dones) i 29 estaven aturades (12 homes i 17 dones). De les 100 persones inactives 54 estaven jubilades, 26 estaven estudiant i 20 estaven classificades com a «altres inactius».

### Ingressos
El 2009 a Sansais hi havia 309 unitats fiscals que integraven 780,5 persones, la mediana anual d'ingressos fiscals per persona era de 20.926 €.

### Activitats econòmiques
Dels 27 establiments que hi havia el 2007, 1 era d'una empresa de fabricació d'altres productes industrials, 8 d'empreses de construcció, 3 d'empreses de comerç i reparació d'automòbils, 4 d'empreses de transport, 5 d'empreses d'hostatgeria i restauració, 4 d'empreses de serveis, 1 d'una entitat de l'administració pública i 1 d'una empresa classificada com a «altres activitats de serveis».
Dels 13 establiments de servei als particulars que hi havia el 2009, 1 era una autoescola, 2 paletes, 2 guixaires pintors, 1 fusteria, 1 lampisteria, 1 electricista, 4 restaurants i 1 agència immobiliària.
L'únic establiment comercial que hi havia el 2009 era una carnisseria.
L'any 2000 a Sansais hi havia 15 explotacions agrícoles que ocupaven un total de 375 hectàrees.

## Equipaments sanitaris i escolars
El 2009 hi havia una escola elemental integrada dins d'un grup escolar amb les comunes properes formant una escola dispersa.

## Poblacions més properes
El següent diagrama mostra les poblacions més properes.